# Seoul Open 1996
Il Seoul Open 1996 è stato un torneo di tennis giocato sul cemento.
È stata la 10ª edizione del Seoul Open che fa parte della categoria World Series nell'ambito dell'ATP Tour 1996.
Si è giocato a Seul in Corea del Sud dal 22 al 29 aprile 1996.

## Campioni

### Singolare
Byron Black ha battuto in finale  Martin Damm con il punteggio di 7–6 (7–3), 6–3

### Doppio
Rick Leach /  Jonathan Stark hanno battuto in finale  Kent Kinnear /  Kevin Ullyett con il punteggio di 6–4, 6–4